# Moor von Rappendam
Das Moor von Rappendam ist ein archäologischer Fundplatz in einem Tal bei Frederikssund auf der dänischen Insel Seeland, 1 km östlich der mittelalterlichen Jørlunde-Kirche. Er wurde von Torfarbeitern entdeckt und 1941 und 1942 vom Nationalmuseum untersucht. Der Ausgräber war Georg Kunwald.

## Die Funde

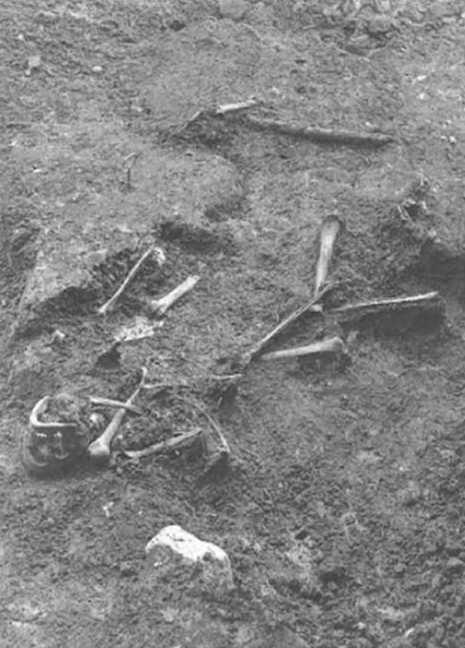
Menschliche Überreste

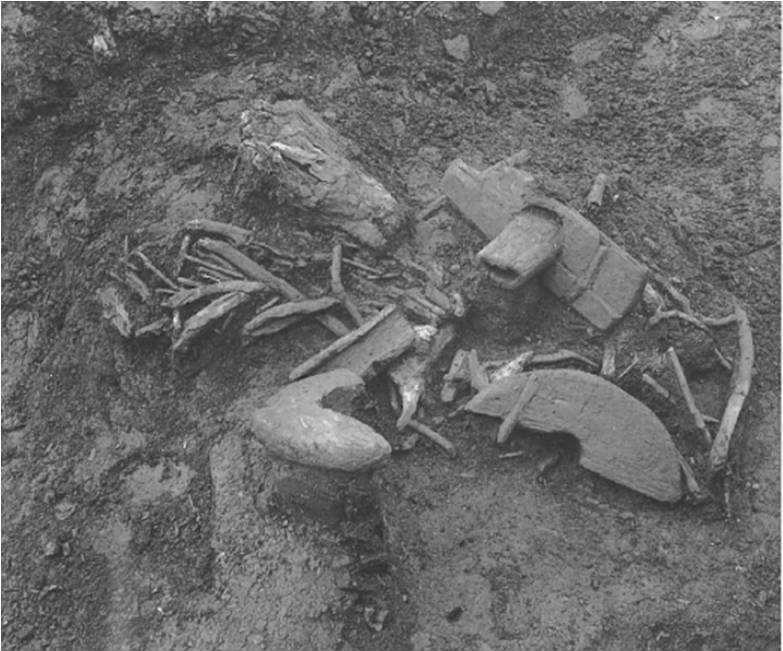
Reste von Scheibrädern und Birken- und Haselzweigen

Sieben Fundkomplexe lagen auf einer Fläche von 8 × 62 m im gleichen Horizont. Es wird vermutet, dass diese Depots ursprünglich am Ufer eines verlandenden Sees abgelegt worden waren. Gefunden wurden das Skelett einer 30–35-jährigen Frau sowie Räder und Radbruchstücke. Manche davon hatten nur Symbolcharakter und waren gar nicht benutzbar.
Die Frau lag auf dem Rücken, der linke Arm an der Seite, der rechte schräg auf der Brust. Nach der Lage der Fußknochen waren die Knie wohl ursprünglich angezogen. Die Lage des Schädels lässt es als möglich erscheinen, dass der Frau die Kehle durchgeschnitten worden ist, wie dies bei anderen Moorleichen beobachtet worden ist. Die Tote ist sorgfältig abgelegt worden.
Vom Pferd sind nur der Schädel und die Gliedmaßen deponiert worden. Diese Art der Deponierung ist bereits öfter beobachtet worden und wird auf eine rituelle Niederlegung der Pferdehaut nach Entfernung aller Weichteile zurückgeführt. Des Weiteren wurden die Knochen eines Rindes geborgen.
Gefunden wurden auch 63 Wagenteile, davon 40 Scheibenräder oder deren Teile, 18 Radnaben oder deren Teile, drei Achsen oder deren Teile und drei Bruchstücke von Wagen. Es handelt sich um die mit Abstand größte Anzahl von Wagenteilen im gleichen Fundhorizont in Nordwesteuropa. Die Räder sind entweder aus einem oder aus drei Stücken zusammengesetzte Scheibenräder. Ihr Durchmesser beträgt 45–80 cm und sie sind 5–10 cm dick. Das Holz stammt von Buchen, Eichen, Erlen oder Linden (nicht fahrfähig). Die Räder gehörten ursprünglich zu Wagen, die von Ochsen gezogen wurden. Selten sind Räder dabei, die ein Radpaar gebildet haben könnten. Die Naben waren lose.
Aus den Fundstücken wurde versucht, die dazugehörigen Wagen zu rekonstruieren; diese werden in der Forschung Wagen vom Rappendam-Typ oder R-Wagen genannt, weil ihre Teile hier am häufigsten gefunden worden sind. Allerdings lassen sich aus den Teilen keine Wagen zusammensetzen, denn es handelte sich nicht um Wagendeponierungen, sondern um einen Opferfund mit Wagenteilen als wesentliche Gruppe. Die Rekonstruktion enthält eine Achse mit zwei Rädern, auf der eine gegabelte Stange liegt. Die Gabelenden sind an der Achse befestigt. Die Stange dient dem Ziehen durch ein Ochsengespann. In der Mitte zwischen den Gabelenden liegt wiederum ein gegabeltes Holzstück auf der Achse, das drehbar fixiert ist. Dessen Enden weisen nach hinten und liegen auf der Hinterachse. Auf der zweiten Gabel befand sich der Wagenkasten. 
Außerdem wurden drei Pflugschare und einige unbestimmbare Holzgeräte gefunden. Pollenanalysen ergaben, dass die Funde in die Eisenzeit gehören. 14C-Analysen ergaben, dass die Pflugscharen in die Bronzezeit und vorrömische Eisenzeit zu datieren sind. Drei Wagenräder wurden mit der 14C-Methode auf den Zeitraum zwischen dem 1. und 2. Jahrhundert datiert. Zudem wurden weitere 161 Holzstücke geborgen, davon viele auf verschiedene Weise bearbeitet. Die Funktion einiger Fundstücke konnte nicht ermittelt werden konnte, sie werden als symbolische Wiedergaben gedeutet.

## Die Deutung
Vorgeschlagen wurde die Interpretation, dass am Rappendamer Seeufer über längere Zeit vorwiegend Wagenteile, besonders Räder, landwirtschaftliche Geräte und Haustiere, sowie eine Frau geopfert worden sind. Man nimmt eine jährlich wiederkehrende Opferung an, wobei das Pferd und die Frau zu einer Opferung gerechnet werden, die vielleicht in einer Krisensituation vorgenommen wurde.
Die Räder könnten auch als Sonnensymbole gegolten haben. Bei einem gegabelten Holzstück ist in der Mitte der Gabelung eine Kerbe festzustellen. Das Stück ähnelt anderen eisenzeitlichen Holzstücken, die, weil menschenähnlich, als weibliche Idole gedeutet werden. Die Bearbeitung zeigt andererseits, dass es sich um das Unterteil eines Langwagens gehandelt haben muss. Diese rätselhafte Doppelfunktion könnte auf eine Göttin hinweisen, der der Langwagen gewidmet war und die an diesem Ort verehrt wurde.